# Hoechstovo barvivo

Chemická struktura Hoechstových barviv

Hoechstova barviva tvoří skupinu modrých fluorescenčních barviv, která se vážou DNA. Jsou to bisbenzimidy pojmenované podle firmy Hoechst AG, která je vyvinula. Skupinu tvoří tři strukturně podobná barviva Hoechst 33258, Hoechst 33342 a Hoechst 34580. Nejčastěji používaná jsou barviva Hoechst 33258 a Hoechst 33342, která mají velmi podobná excitační a emisní spektra.

## Molekulární vlastnosti

Emisní a excitační spektra Hoechstových barviv.

Barviva Hoechst 33258 a Hoechst 33342 mají excitační maximum okolo 350 nm v ultrafialové části spektra a emisní maximum 461  nm v tyrkysové oblasti. Nenavázané barvivo emituje v rozmezí 510–540 nm. Intenzita fluorescence stoupá s pH rozpouštědla.
Hoechstova barviva jsou rozpustná ve vodě a organických rozpouštědlech, jako jsou DMSO a DMFA. Koncentrace může dosáhnout až 10 mg/ml. Vodný roztok je při teplotě 2-6 °C stabilní více než půl roku, je však třeba jej chránit před světlem. Pro dlouhodobé uskladnění je vhodné roztoky zamrazit.
Hoechstova barviva se vážou do malého žlábku dvoušroubovice DNA zejména do míst bohatých na adenin a thymin. V případě vazby na jiné nukleové kyseliny je intenzita fluorescence výrazně nižší.